# Domenico Varagnolo
Domenico Varagnolo (Venezia, 10 agosto 1882 – Venezia, 20 agosto 1949) è stato un poeta e drammaturgo italiano.

## La sua attività culturale
Figlio di Adolfo, segretario presso un avvocato, e di Elisa Fostini, ebbe quattro fratelli: Anna, Adele, Mario ed Enrico; quest'ultimo, motorista in una squadriglia aviatoria, pubblicò alcune testimonianze sulla sua esperienza nella Grande Guerra.
Le ristrettezze economiche gli impedirono di frequentare l'università, per cui, una volta conclusi gli studi presso i padri somaschi, iniziò a lavorare come impiegato della Camera di commercio. Terminò questa esperienza il 31 dicembre 1906, quando Antonio Fradeletto, segretario dell'Esposizione internazionale d'arte di Venezia, lo scelse come collaboratore per organizzare mostre, compilare cataloghi e svolgere ricerche bibliografiche. Ritrovatosi in un ambiente più consono alle sue aspirazioni culturali, ebbe un ruolo fondamentale nell'istituzione dell'Archivio storico delle arti contemporanee, che oggi rappresenta una delle più importanti raccolte europee legate alle arti figurative, e ne ricoprì il ruolo di conservatore fino alla morte.
Nel 1925 sposò Cecilia Benevento, proveniente da un'agiata famiglia di commercianti di tessuti, da cui ebbe Mariso e Marino.

## La sua attività artistica
La sua prima pubblicazione fu A tempo perso, una raccolta di versi che firmò con lo pseudonimo di Ràgnolo, lo stesso che usava per sottoscrivere le poesie che pubblicava sul "Sior Tonin Bonagrazia", un foglio cittadino satirico.
Dopo di ciò pubblica altre opere come: Sie monologhi Veneziani (1912), El progeto de Pantalon (scena-prologo per marionette), Colombina e la musica, La caena al cuor, Le parlate delle maschere, El spirito dei puteli (1925) e I soneti de Mariso (1927).
Come autore teatrale esordì la sera del 20 febbraio 1911 con Ferruccio Benini che rappresentò al teatro Goldoni l'atto unico Matina de nozze, a cui seguirono La dote de Gigeta (rappresentata dalla compagnia Benini il 24 aprile 1913), Per la regola (rappresentata sempre dalla compagnia Benini nel 1914 con una versione in dialetto genovese rappresentata da Gilberto Govi che ne proporrà anche un'edizione televisiva), La casa dei scandoli (rappresentata dalla compagnia Benini nel 1917), Dall'altana'al magazen (rappresentata dalla compagnia Emilio Zago nel 1917), l'Uomo che no capisse gnente (rappresentata dalla compagnia Cesco Baseggio nel 1926), El sangue no xe aqua (rappresentata dalla compagnia Cesco Baseggio nel 1927).
Nel 1929 la compagnia Giachetti si vide impedita dalle autorità di polizia la rappresentazione della prima dei tre atti El ponte in balanza perché si ebbe il timore di qualche disordine visto che la vicenda aveva per sfondo la polemica sulla progettazione del ponte autostradale che avrebbe unito Venezia alla terraferma.
Particolare dedizione Varagnolo la mise anche nella stesura della commedia ispirata alla vita di Jacopo Robusti detto il Tintoretto dal titolo El pitor del paradiso. La scrisse pensando ad un'interpretazione di Cesco Baseggio, ma l'eccessivo impegno finanziario che l'allestimento richiese ne ritardò la messa in scena. Il progetto sembrò riprendere forma nel 1942 con la disponibilità del grande Ermete Zacconi, ma gli eventi bellici stroncarono ogni progetto. Il regime democratico uscito dalla guerra non riprese in mano il progetto e la commedia non ebbe allestimento.
Caduto in una forte depressione, cui si aggiungeva una severa forma di asma, deluso per le numerose mancate messinscene, morì il 20 agosto 1949 cadendo dal pergolo di casa sua nel sottostante rio di San Felice. La causa di morte ufficiale fu individuata in una crisi respiratoria dovuta al clima estivo, ma molti parlarono di suicidio. Quanto al suo vivace repertorio, esso fu rapidamente accantonato, perfino dalle società filodrammatiche.